# Turniej mężczyzn w kabaddi plażowym na Plażowych Igrzyskach Azjatyckich 2012
Turniej w kabaddi plażowym mężczyzn podczas III Plażowych Igrzysk Azjatyckich w Haiyan odbył się w dniach od 19 do 22 czerwca 2012 roku. Do rywalizacji przystąpiło 7 drużyn. Ich zmagania toczyły się systemem kołowym (tj. każdy z każdym, po jednym meczu) w dwóch grupach. Dwa najlepsze zespoły z każdej grupy uzyskały awans do meczów półfinałowych. Zwycięzcy półfinałów spotkali się w meczu o pierwsze miejsce. Złoto zdobyła reprezentacja Iranu.

## Faza grupowa

### Grupa A
Tabela
| Poz. | Reprezentacja   | Pkt | Mecze | Mecze | Mecze | Małe punkty | Małe punkty | Małe punkty |
| Poz. | Reprezentacja   | Pkt | M     | Z     | P     | zdob.       | str.        | ratio       |
| ---- | --------------- | --- | ----- | ----- | ----- | ----------- | ----------- | ----------- |
| 1    | Iran (IND)      | 4   | 2     | 2     | 0     | 90          | 59          | +31         |
| 2    | Indie (IND)     | 2   | 2     | 1     | 1     | 72          | 67          | +5          |
| 3    | Korea Pd. (KOR) | 0   | 2     | 0     | 2     | 52          | 88          | -36         |

Legenda: Poz. – pozycja, Pkt – liczba punktów, M – liczba meczów, Z – mecze wygrane, P – mecze przegrane, zdob. – małe punkty zdobyte, str. – małe punkty stracone
Mecze
19 czerwca 2012
| Iran | 48:27 | Korea Południowa |

20 czerwca 2012
| Indie | 40:25 | Korea Południowa |

21 czerwca 2012
| Indie | 32:42 | Iran |

### Grupa B
Tabela
| Poz. | Reprezentacja    | Pkt | Mecze | Mecze | Mecze | Małe punkty | Małe punkty | Małe punkty |
| Poz. | Reprezentacja    | Pkt | M     | Z     | P     | zdob.       | str.        | ratio       |
| ---- | ---------------- | --- | ----- | ----- | ----- | ----------- | ----------- | ----------- |
| 1    | Pakistan (PAK)   | 6   | 3     | 3     | 0     | 145         | 75          | +70         |
| 2    | Sri Lanka (SRI)  | 4   | 3     | 2     | 1     | 126         | 98          | +28         |
| 3    | Tajlandia (THA)  | 2   | 3     | 1     | 2     | 125         | 131         | -11         |
| 4    | Afganistan (AFG) | 0   | 3     | 0     | 3     | 84          | 171         | -87         |

Legenda: Poz. – pozycja, Pkt – liczba punktów, M – liczba meczów, Z – mecze wygrane, P – mecze przegrane, zdob. – małe punkty zdobyte, str. – małe punkty stracone
Mecze
19 czerwca 2012
| Pakistan  | 58:27 | Afganistan |
| Tajlandia | 38:52 | Sri Lanka  |

20 czerwca 2012
| Pakistan   | 35:21 | Sri Lanka |
| Afganistan | 32:60 | Tajlandia |

21 czerwca 2012
| Pakistan  | 52:27 | Tajlandia  |
| Sri Lanka | 53:25 | Afganistan |

## Faza zasadnicza

### Półfinały
21 czerwca 2012
| Iran     | 50:23 | Sri Lanka |
| Pakistan | 32:30 | Indie     |

### Finał
22 czerwca 2012
| Iran | 39:33 | Pakistan |

## Tabela końcowa
| Poz. | Reprezentacja     |
| ---- | ----------------- |
|      | Iran              |
|      | Pakistan          |
|      | Indie · Sri Lanka |